# Deux Cœurs, une valse
Pour plus de détails, voir Fiche technique et Distribution.
Deux Cœurs, une valse (titre original : Zwei Herzen im Dreiviertel-Takt) est un film allemand réalisé par Géza von Bolváry, sorti en 1930.

## Synopsis
Deux frères qui travaillent sur une opérette vont tomber amoureux de la même femme.

## Fiche technique
- Titre français : Deux Cœurs, une valse
- Titre original : Zwei Herzen im Dreiviertel-Takt
- Réalisation : Géza von Bolváry
- Scénario : Walter Reisch, Franz Schulz, Joe Young
- Photographie : Max Brink, Willy Goldberger
- Musique : Robert Stolz
- Direction artistique : Robert Neppach
- Producteur : Julius Haimann
- Société de production : Super-Film GmbH, Deutsche Lichtspiel-Syndikat
- Pays de production : Allemagne  République de Weimar
- Langue : Allemand
- Format : Noir et blanc — 35 mm — 1,37:1 — Son : Mono
- Genre : Comédie musicale
- Durée : 96 minutes (1 h 36)
- Dates de sortie : 
  - Allemagne : 13 mars 1930
  - Hongrie : 4 avril 1930

## Distribution
- Walter Janssen : Toni Hofer, compositeur d'opérettes
- Oskar Karlweis : Nicky Mahler, librettiste
- Willi Forst : Vicky Mahler, librettiste
- Gretl Theimer : Hedi
- Irene Eisinger : Anni Lohmeier
- S. Z. Sakall : le directeur du théâtre
- Karl Etlinger : Le caissier Schlesinger
- Paul Morgan : le notaire Novotny
- Paul Hörbiger : Ferdinand, un cocher
- Tibor Halmay : le comédien
- August Vockau : Weigl, homme à tout faire chez Hofer
- Gert Bloem : Franz Schubert